# 湖西鄉
湖西鄉位於臺灣澎湖縣最東端，澎湖機場所在地，與馬公市同位於澎湖本島上，有陸上界線。管轄範圍包括錠鉤嶼、香爐嶼、雞善嶼、查母嶼、溪塭、查埔嶼、赤尾嶼、鼓架嶼、番黍仔尾嶼等島嶼，其中查母嶼是澎湖群島最東端所在。鄉內有多處曾被發現有距今大約四、五千年前的原始部落遺址，包括位於鄉內東部的菓葉社區東方距海岸線約兩百公尺的海岸沙丘一帶，有距今大約4,800年前的菓葉遺址，是大坌坑文化晚期遺址。林投公園為主要的觀光景點。

## 歷史
歷年所屬行政區列表
| 起訖年份  | 行政區             |
| 1920~1926 | 高雄州澎湖郡       |
| 1926~1945 | 澎湖廳馬公支廳湖西 |
| 1945~1946 | 澎湖縣馬公區湖西鄉 |
| 1946~     | 澎湖縣湖西鄉       |

## 人口
根據澎湖縣政府民政處統計，2024年底湖西鄉戶數約6.6千戶，人口約1.6萬人，鄉內人口最多與最少的村分別是龍門村與太武村，2024年底兩村人口分別為1,940人與103人，其中太武村也是澎湖縣人口最少的村里。湖西鄉人口的年齡構成中，0至14歲人口佔比8.29%，15至64歲人口佔比71.53%，65歲以上人口則佔比20.19%，是澎湖縣青壯年人口佔比最高的行政區。

## 政治

### 歷任鄉長
日治時期湖西庄長
| 就任年 | 日本紀年       | 姓名     | 單位名稱       | 官職名 |
| 1920   | 大正九年十二月 | 洪明庭   | 澎湖郡役所湖西 | 長     |
| 1922   | 大正十一年     | 陳梅峰   | 澎湖郡役所湖西 | 長     |
| 1934   | 昭和九年       | 平間鶴吉 | 澎湖郡役所湖西 | 長     |
| 1938   | 昭和十三年     | 上野滿藏 | 澎湖郡役所湖西 | 長     |
| 1939   | 昭和十四年     | 前田精男 | 澎湖郡役所湖西 | 長     |
| 1941   | 昭和十六年     | 渡邊俊一 | 澎湖郡役所湖西 | 長     |
| 1944   | 昭和十九年     | 蔀寬     | 澎湖郡役所湖西 | 長     |

戰後湖西鄉長
- 第一屆高振坤
- 第二屆陳　鑑
- 第三、四屆吳膽石
- 第五、六屆許石柳
- 第七、八屆陳東震
- 第九、十屆李春氣
- 第十一、十二屆吳明浩
- 第十三、十四屆洪福至
- 第十五、十六屆陳振中
- 第十七、十八屆吳政杰
- 第十九屆陳振中

### 鄉政組織
湖西鄉公所是澎湖縣湖西鄉最高層級的地方行政機關，在中華民國政府架構中為鄉自治的行政機關，同時負責執行縣政府及中央機關委辦事項，湖西鄉的自治監督機關為澎湖縣政府。鄉長由全體鄉民直接選舉產生，任期為四年，可連選連任一次。湖西鄉公所並置鄉政會議，為鄉政最高決策機構，在鄉長之下，設有5課4室等9個內部單位及3個附屬機關。
湖西鄉民代表會是湖西鄉的最高民意機關，代表湖西鄉全體鄉民立法和監察鄉政。鄉民代表由公民直選選出，任期為四年，可連選連任。共有11位鄉民代表，第一選區4席鄉民代表、第二選區3席鄉民代表、第三選區4席鄉民代表，主席、副主席由11位鄉民代表互選產生。
湖西鄉為澎湖縣議會第二選區，在澎湖縣議會19席縣議員中，湖西鄉共選出3席縣議員。

### 轄區範圍
本鄉轄有湖西、湖東、南寮、北寮、青螺、白坑、紅羅、西溪、成功、東石、沙港、中西、鼎灣、潭邊、許家、城北、太武、隘門、林投、尖山、龍門、菓葉等22村，共238鄰，4,784戶，人口一萬三千餘人。
亦管轄有雞善嶼、錠鉤嶼、查坡嶼、香爐嶼等四個無人島。

### 行政區
- 中西村、北寮村、成功村、林投村、南寮村、鼎灣村
- 太武村、西溪村、沙港村、青螺村、紅羅村、湖西村
- 白坑村、尖山村、東石村、城北村、許家村、湖東村
- 菓葉村、隘門村、潭邊村、龍門村

## 警政治安
- 澎湖縣警察局馬公分局 （页面存档备份，存于）-(06)927-3284
  - 湖西分駐所
  - 龍門派出所
  - 虎井派出所
  - 桶盤駐在所
  - 西溪派出所
  - 鎖港派出所
  - 隘門派出所
  - 沙港派出所
  - 東衛派出所
  - 文澳派出所
  - 啟明派出所
  - 光明派出所

### 監獄
- 法務部矯正署澎湖監獄

## 景點

### 奎壁山
位於湖西鄉北寮村海邊，即為舊澎湖八大奇景中的「奎壁聯輝」，以前只要月圓的晚上，奎壁山以東海面上布滿小島與漁火，加以月色映照，美景宛如天上繁星閃爍，故有奎壁聯輝的雅稱，因時間消逝，如今已不見其景。
山下步道旁還有一個密道，長約70公尺，入口處狹窄，但入內後空間很大，出口處位於東側的海崖旁，當地人稱此洞為「烏龜洞」。
海崖旁還有海上步道，長約250公尺，寬約3公尺，與其它海上步道不同的是，這段路全部都是鵝卵石，因此不會破壞珊瑚礁，另外沿路上還可欣賞玄武岩壁的壯觀。
奎壁山地質公園有通往無人潮汐島赤嶼的潮間帶可供行走，俗稱「澎湖摩西分海」。

### 太武山
太武山又名大武山，高約42公尺，位於太武山麓而得名，有澎湖八大奇景中的「太武樵歌」之稱，因東北季風強盛，又無高山抵擋，樹林難以生存，如今不知是詩人的想像之作，或是真有其景，已經不可得知。
太武山北方仍有許多菜宅，南方則為養牛牧場。山頂為軍事管制區，一般人不可進入。

### 龍門

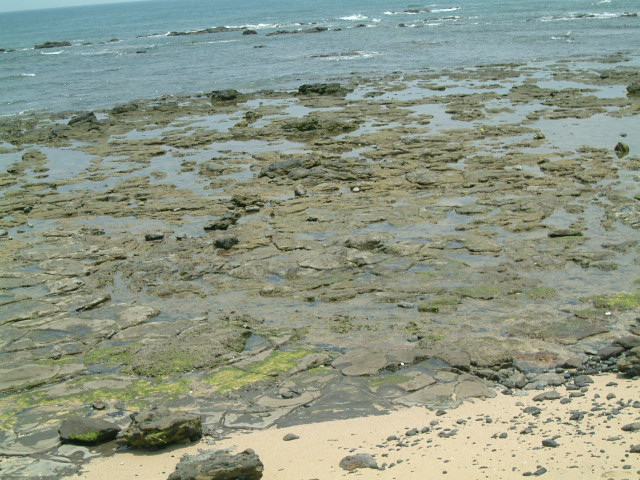
龍門海邊地形

位於湖西鄉東方，冬季時，強勁的東北季風，風助水勢，把海浪捲起高大的白色浪花，拍打岸邊，成為雪白的景觀。除了強勁的東北季風正面，水域夠深跟礁石密佈，也是重要的因素，此有澎湖八大奇景中的「龍門鼓浪」之稱。

### 香爐嶼
位於湖西鄉尖山村外海，漲潮面積約0.0015平方公里，退潮面積約0.0432平方公里。夏季的清晨，煙霧瀰漫著島嶼，呈現若隱若現的景象，黃昏時，則隱沒於大海之中，此有澎湖八大奇景中的「香爐起霧」之稱。

### 隘門沙灘
隘門沙灘位於馬公機場附近，由珊瑚與貝殼碎屑、微體生物等組成，其中以星狀有孔蟲的石頭為主要特色。

### 林投公園

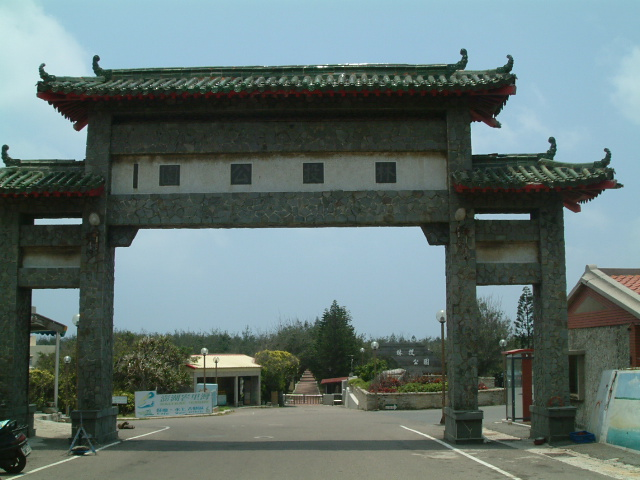
林投公園入口處

位於湖西鄉林投村海邊，與隘門沙灘相連，因為經年受海風吹襲，草木無法生長，以人造林聞名。公園內道路兩側為40年以上的木麻黃，北方有高丘為屏障，南方有豐沛的雨水滋潤，在沙灘旁形成一片樹林，道路旁經石板舖設的步道而行，可見水池、鳥園、花圃及胡宗南將軍銅像，道路尾端，即可見林投沙灘。公園的西側則有為國犧牲的英雄們所設的軍人公墓。

## 教育

### 國民中學
- 澎湖縣立湖西國民中學 （页面存档备份，存于）
- 澎湖縣立志清國民中學 （页面存档备份，存于）

### 國民小學
- 澎湖縣湖西鄉湖西國民小學
- 澎湖縣湖西鄉西溪國民小學 （页面存档备份，存于）
- 澎湖縣湖西鄉沙港國民小學 （页面存档备份，存于）
- 澎湖縣湖西鄉成功國民小學 （页面存档备份，存于）
- 澎湖縣湖西鄉隘門國民小學 （页面存档备份，存于）
- 澎湖縣湖西鄉龍門國民小學 （页面存档备份，存于）

## 交通

### 航空
- 澎湖機場

### 公路
- 縣道202號
- 縣道203號
- 縣道204號

### 港口
- 三類漁港：使用目的屬於縣（市）性質者，如龍門漁港、尖山漁港、沙港東漁港、沙港中漁港、沙港西漁港、白坑漁港、南北寮漁港
- 四類漁港：位居偏遠地區者，如青螺漁港、中西漁港、成功漁港、西溪漁港、紅羅漁港

## 外部連結
- 湖西鄉公所 （页面存档备份，存于）
- 馬公機場
- 沿著菊島旅行-澎湖資訊網 （页面存档备份，存于）